# Associazione Sportiva Bari 1978-1979
Questa voce raccoglie le informazioni riguardanti l'Associazione Sportiva Bari nelle competizioni ufficiali della stagione 1978-1979.

## Divise
Per la stagione in oggetto le divise del Bari sono disegnate dalla Puma.
| Casa | Trasferta |

## Rosa
| N. |                   | Ruolo | Calciatore         |
| -- | ----------------- | ----- | ------------------ |
| -  | Italia (bandiera) | C     | Carmelo Bagnato    |
| -  | Italia (bandiera) | D     | Lorenzo Balestro   |
| -  | Italia (bandiera) | C     | Giuliano Belluzzi  |
| -  | Italia (bandiera) | D     | Stefano Boggia     |
| -  | Italia (bandiera) | A     | Biagio Castaldo    |
| -  | Italia (bandiera) | P     | Graziano De Luca   |
| -  | Italia (bandiera) | D     | Franco Fasoli      |
| -  | Italia (bandiera) | D     | Angelo Frappampina |
| -  | Italia (bandiera) | A     | Luciano Gaudino    |
| -  | Italia (bandiera) | C     | Carmelo La Torre   |

| N. |                   | Ruolo | Calciatore          |
| -- | ----------------- | ----- | ------------------- |
| -  | Italia (bandiera) | C     | Livio Manzin        |
| -  | Italia (bandiera) | D     | Giuseppe Papadopulo |
| -  | Italia (bandiera) | C     | Gianni Pauselli     |
| -  | Italia (bandiera) | A     | Stefano Pellegrini  |
| -  | Italia (bandiera) | D     | Vito Petruzzelli    |
| -  | Italia (bandiera) | D     | Luigi Punziano      |
| -  | Italia (bandiera) | D     | Danilo Ronzani      |
| -  | Italia (bandiera) | C     | Vincenzo Tavarilli  |
| -  | Italia (bandiera) | A     | Costante Tivelli    |
| -  | Italia (bandiera) | P     | Angelo Venturelli   |

## Risultati

### Campionato

#### Girone di andata
| 24 settembre 1978 1ª giornata | Monza | 1 – 1 | Bari |  |

| 1º ottobre 1978 2ª giornata | Bari | 0 – 0 | SPAL |  |

| 8 ottobre 1978 3ª giornata | Lecce | 2 – 1 | Bari |  |

| 15 ottobre 1978 4ª giornata | Bari | 0 – 0 | Nocerina |  |

| 22 ottobre 1978 5ª giornata | Foggia | 3 – 1 | Bari |  |

| 29 ottobre 1978 6ª giornata | Bari | 1 – 0 | Sampdoria |  |

| 5 novembre 1978 7ª giornata | Cagliari | 2 – 0 | Bari |  |

| 12 novembre 1978 8ª giornata | Rimini | 0 – 0 | Bari |  |

| 19 novembre 1978 9ª giornata | Bari | 2 – 0 | Sambenedettese |  |

| 26 novembre 1978 10ª giornata | Taranto | 1 – 0 | Bari |  |

| 3 dicembre 1978 11ª giornata | Bari | 1 – 1 | Pistoiese |  |

| 10 dicembre 1978 12ª giornata | Palermo | 1 – 1 | Bari |  |

| 17 dicembre 1978 13ª giornata | Bari | 1 – 0 | Brescia |  |

| 7 gennaio 1979 14ª giornata | Varese | 1 – 1 | Bari |  |

| 14 gennaio 1979 15ª giornata | Bari | 0 – 0 | Pescara |  |

| 21 gennaio 1979 16ª giornata | Bari | 1 – 0 | Genoa |  |

| 28 gennaio 1979 17ª giornata | Ternana | 2 – 2 | Bari |  |

| 4 febbraio 1979 18ª giornata | Bari | 1 – 2 | Udinese |  |

| 11 febbraio 1979 19ª giornata | Cesena | 0 – 0 | Bari |  |

#### Girone di ritorno
| 18 febbraio 1979 20ª giornata | Bari | 0 – 0 | Monza |  |

| 25 febbraio 1979 21ª giornata | SPAL | 0 – 0 | Bari |  |

| 4 marzo 1979 22ª giornata | Bari | 2 – 2 | Lecce |  |

| 11 marzo 1979 23ª giornata | Nocerina | 1 – 0 | Bari |  |

| 18 marzo 1979 24ª giornata | Bari | 1 – 1 | Foggia |  |

| 25 marzo 1979 25ª giornata | Sampdoria | 2 – 0 | Bari |  |

| 1º aprile 1979 26ª giornata | Bari | 2 – 2 | Cagliari |  |

| 8 aprile 1979 27ª giornata | Bari | 0 – 0 | Rimini |  |

| 14 aprile 1979 28ª giornata | Sambenedettese | 1 – 1 | Bari |  |

| 22 aprile 1979 29ª giornata | Bari | 3 – 3 | Taranto |  |

| 29 aprile 1979 30ª giornata | Pistoiese | 3 – 0 | Bari |  |

| 6 maggio 1979 31ª giornata | Bari | 1 – 0 | Palermo |  |

| 13 maggio 1979 32ª giornata | Brescia | 1 – 1 | Bari |  |

| 20 maggio 1979 33ª giornata | Bari | 1 – 0 | Varese |  |

| 27 maggio 1979 34ª giornata | Pescara | 2 – 1 | Bari |  |

| 3 giugno 1979 35ª giornata | Genoa | 0 – 0 | Bari |  |

| 10 giugno 1979 36ª giornata | Bari | 0 – 0 | Ternana |  |

| 17 giugno 1979 37ª giornata | Udinese | 1 – 1 | Bari |  |

| 24 giugno 1979 38ª giornata | Bari | 1 – 1 | Cesena |  |

## Statistiche

### Statistiche di squadra
| Competizione | Punti | In casa | In casa | In casa | In casa | In casa | In casa | In trasferta | In trasferta | In trasferta | In trasferta | In trasferta | In trasferta | Totale | Totale | Totale | Totale | Totale | Totale | DR |
| Competizione | Punti | G       | V       | N       | P       | Gf      | Gs      | G            | V            | N            | P            | Gf           | Gs           | G      | V      | N      | P      | Gf     | Gs     | DR |
| ------------ | ----- | ------- | ------- | ------- | ------- | ------- | ------- | ------------ | ------------ | ------------ | ------------ | ------------ | ------------ | ------ | ------ | ------ | ------ | ------ | ------ | -- |
| Serie B      | 35    | 19      | 6       | 12      | 1       | 18      | 12      | 19           | 0            | 11           | 8            | 11           | 24           | 38     | 6      | 23     | 9      | 29     | 36     | -7 |
| Coppa Italia | 4     | 2       | 1       | 0       | 1       | 2       | 1       | 2            | 1            | 0            | 1            | 1            | 1            | 4      | 2      | 0      | 2      | 3      | 2      | +1 |
| Totale       |       | 21      | 7       | 12      | 2       | 20      | 13      | 21           | 1            | 11           | 9            | 12           | 25           | 42     | 8      | 23     | 11     | 32     | 38     | -6 |

### Statistiche dei giocatori
| Giocatore      | Serie B  | Serie B | Serie B     | Serie B    | Coppa Italia | Coppa Italia | Coppa Italia | Coppa Italia | Totale   | Totale | Totale      | Totale     |
| Giocatore      | Presenze | Reti    | Ammonizioni | Espulsioni | Presenze     | Reti         | Ammonizioni  | Espulsioni   | Presenze | Reti   | Ammonizioni | Espulsioni |
| -------------- | -------- | ------- | ----------- | ---------- | ------------ | ------------ | ------------ | ------------ | -------- | ------ | ----------- | ---------- |
| C. Bagnato     | 34       | 1       | ?           | ?          | ?            | ?            | ?            | ?            | 34+      | 1+     | ?           | ?          |
| L. Balestro    | 19       | 0       | ?           | ?          | ?            | ?            | ?            | ?            | 19+      | 0+     | ?           | ?          |
| G. Belluzzi    | 36       | 2       | ?           | ?          | ?            | ?            | ?            | ?            | 36+      | 2+     | ?           | ?          |
| S. Boggia      | 7        | 0       | ?           | ?          | ?            | ?            | ?            | ?            | 7+       | 0+     | ?           | ?          |
| B. Castaldo    | 1        | 0       | ?           | ?          | ?            | ?            | ?            | ?            | 1+       | 0+     | ?           | ?          |
| G. De Luca     | 14       | -13     | ?           | ?          | ?            | ?            | ?            | ?            | 14+      | -13+   | ?           | ?          |
| F. Fasoli      | 23       | 0       | ?           | ?          | ?            | ?            | ?            | ?            | 23+      | 0+     | ?           | ?          |
| A. Frappampina | 28       | 0       | ?           | ?          | ?            | ?            | ?            | ?            | 28+      | 0+     | ?           | ?          |
| L. Gaudino     | 32       | 6       | ?           | ?          | ?            | ?            | ?            | ?            | 32+      | 6+     | ?           | ?          |
| C. La Torre    | 33       | 3       | ?           | ?          | ?            | ?            | ?            | ?            | 33+      | 3+     | ?           | ?          |
| L. Manzin      | 29       | 6       | ?           | ?          | ?            | ?            | ?            | ?            | 29+      | 6+     | ?           | ?          |
| G. Papadopulo  | 20       | 0       | ?           | ?          | ?            | ?            | ?            | ?            | 20+      | 0+     | ?           | ?          |
| G. Pauselli    | 25       | 1       | ?           | ?          | ?            | ?            | ?            | ?            | 25+      | 1+     | ?           | ?          |
| S. Pellegrini  | 24       | 4       | ?           | ?          | ?            | ?            | ?            | ?            | 24+      | 4+     | ?           | ?          |
| V. Petruzzelli | 37       | 1       | ?           | ?          | ?            | ?            | ?            | ?            | 37+      | 1+     | ?           | ?          |
| L. Punziano    | 18       | 0       | ?           | ?          | ?            | ?            | ?            | ?            | 18+      | 0+     | ?           | ?          |
| D. Ronzani     | 1        | 0       | ?           | ?          | ?            | ?            | ?            | ?            | 1+       | 0+     | ?           | ?          |
| V. Tavarilli   | 15       | 0       | ?           | ?          | ?            | ?            | ?            | ?            | 15+      | 0+     | ?           | ?          |
| C. Tivelli     | 28       | 4       | ?           | ?          | ?            | ?            | ?            | ?            | 28+      | 4+     | ?           | ?          |
| A. Venturelli  | 24       | -23     | ?           | ?          | ?            | ?            | ?            | ?            | 24+      | -23+   | ?           | ?          |